# Ігрово
Ігро́во (рос. Игрово, удм. Игрово) — присілок у складі Кіясовського району Удмуртії, Росія.
Населення — 76 осіб (2010; 101 у 2002).
Національний склад:
- росіяни — 70 %